# Dannau
Dannau est une commune allemande du Schleswig-Holstein, située dans l'arrondissement de Plön, entre les villes de Plön et Lütjenburg. Dannau fait partie de l'Amt Lütjenburg qui regroupe 15 communes autour de la ville du même nom.